# Friedrich Fernow
Friedrich Eduard Fernow (* 10. November 1818 in Gumbinnen, Ostpreußen; † 20. oder 23. März 1890 auf Gut Kuglacken bei Wehlau, Ostpreußen) war ein deutscher Rittergutsbesitzer und Reichstagsabgeordneter.

## Leben
Fernow studierte an der Albertus-Universität Königsberg Rechtswissenschaft und wurde 1836 Mitglied des Corps Littuania. Er besaß ein Rittergut auf Kuglacken im Landkreis Wehlau. 1852–1855 vertrat er den Wahlkreis Königsberg 4 (Kreis Wehlau – Kreis Labiau) im Preußischen Abgeordnetenhaus. Für die Nationalliberale Partei und den Reichstagswahlkreis Regierungsbezirk Königsberg 2 saß er 1871–1878 im Reichstag (Deutsches Kaiserreich).